# Iglesia de Santo Tomé (Zamora)
La iglesia de Santo Tomé es una iglesia románica ubicada en Zamora, Castilla y León (España).

## Características
Es quizás uno de los templos más antiguos de la ciudad. Originariamente debió tener planta basilical de tres naves, sin embargo su reconstrucción se hizo en una única nave. Se presenta con nave de planta rectangular con cabecera formada por tres ábsides rectangulares, mucho más grande el central, que es casi cuadrado. De su fábrica original se conserva aún hoy en día la cabecera y buena parte del muro norte. Destaca la decoración de su cabecera, tanto exterior como interior. Actualmente está cerrada al culto.

## Planta
Su planta es rectangular, en estilo románico del siglo XII de una sola nave (8) de tres tramos, con ábside (3) de cabecera plana triple con contrafuertes exteriores y tramo recto del presbiterio. La espadaña (5) fue levantada en la fachada oeste.

Dispone de pórtico en la fachada norte (1) y otro en la fachada oeste (4).

Realizada con sillar, presenta orientación litúrgica.

## Marcas de cantero
Se han identificado 7 signos de 6 tipos diferentes, de diseño sencillo de 1 a 4 trazos con predominio de trazo recto, perfil y trazo normal.
Su distribución por zonas puede verse en el informe ‘Distribución’.

## Museo Diocesano de Zamora
Tras ser sometida a una restauración integral entre 2009 y 2010, se habló de destinarla a almacén visitable del Museo de Zamora, para poder mostrar las obras que por falta de espacio no tienen cabida en el edificio que actualmente se emplea para tal fin, la iglesia de Santa Lucía. Sin embargo, finalmente su destino fue el de sede del Museo Diocesano de Zamora, que fue inaugurado el 13 de julio de 2012.